# Лендон Донован
Лендон Тімоті Донован (англ. Landon Timothy Donovan; нар. 4 березня 1982, Онтаріо, Каліфорнія) — колишній американський футболіст, півзахисник збірної США. 20 січня 2008 реалізувавши пенальті у матчі зі Швецією (2:0), став найкращим бомбардиром в історії національної збірної. Точний удар Донована з одинадцятиметрової позначки став для нього 35-м у складі збірної. За цим показником він обійшов Еріка Віналду.

## Клубна кар'єра

### «Баєр» та «Сан-Хосе Ертквейкс»
Наприкінці 1999 року Донован підписав контракт з німецьким клубом «Баєр 04». Він був незадоволений своїм становищем у Німеччині, через що його було віддано в оренду команді «Сан-Хосе Ерсквейкс» вищої ліги футболу США на 2001 рік. У MLS, Донован здобув негайний успіх, що привело до перемоги «Сан-Хосе Ертквейкс» у Кубку чемпіонату MLS в 2001 і 2003 роках і він став одним із найбільш упізнаваних футболістів Америки. За 4 роки у лізі він забив 32 голи і віддав 29 асистів у іграх ліги та забив 10 голів і віддав 6 асистів у плей-оф. Донован був названий Найкращим футболістом США у 2003 році.
Попри пізнішу пропозицію на перехід від англійського «Портсмута», команда «Байєр» виконала його бажання. Однак, оскільки менеджер «Сан-Хосе Ертквейкс» Алексі Лаласпродав права на Донована, «Лос-Анджелес Гелексі», спромоглась продати найкращого бомбардира Карлоса Руїза футбольному клубові «Даллас», щоб потрапити у верхню частину розподілу MLS за 1 тиждень до початку сезону.

### «Лос-Анджелес Гелексі»
У своєму першому сезоні в «Гелексі», Донован забив 12 голів і подав 10 передач та додав 4 голи і 10 передач в плей-офах та «Галактика» виграла Кубок MLS. Він був названий у Найкращій одинадцятці MLS після сезону 2005 р. У своєму другому сезоні в «Гелексі», Донован забив 12 голів і подав 8 передач у 24 матчах. Донован також забив три голи в Відкритому Кубку США. Попри це, Доновану та «Галактиці» не вдалося перемогти в плей-оф та програли команді «Чикаго Файр». Кількість голів Донована у плей-оф дозволила йому стати другим найкращим бомбардиром у плей-оф (14 голів), за Карлосом Руїзом з 15 голами.
2007 рік у «Гелексі» був строкатим для Донована. Після підписання договору і прибуття Девіда Бекхема, Донован поступився капітанським званням англійській суперзірці. У турнірі Суперліги (2007) Донован був найкращим бомбардиром. Донован забивав гол у кожній грі, за винятком фіналу. На цій момент в його кар'єрі, Донован забив 84 гола заробивши йому сьоме місце у MLS. Хоча сезон 2008 року був розчаруванням для «Гелексі», це був вдалий рік для Донована, який забив 20 голів і зробив 9 передач у 25 іграх, сформувавши сильне атакувальне партнерство з Девідом Бекхемом і Едсоном Баддлом.
Після того як колишній менеджер збірної Брюс Арена був призначений головним тренером «Галактики» і Бекхем став грати за «Мілан» на правах оренди на початку 2009 року, Донован знову отримав звання капітана клубу. Донован критикував Бекхема у пресі, але вони помирилися на середині сезону після повернення Бекхема в Лос-Анджелес. Донован мав видатний сезон 2009 р., вигравши звання «Найцінніший гравець MLS» та нагороду Гол року MLS і привівши «Гелексі» до Кубку 2009 року, який вони програли в серії пенальті. Після сезону Донован погодився на продовження контракту з «Гелексі» на чотири роки, з застереженнями, які дозволяють гравцеві грати за іншу команду в міжсезоння MLS.

### Гра в інших клубах
У листопаді 2008 року Донован тренувався з командою «Баварія», до вступу в німецький клуб на правах оренди до початку сезону MLS 2009 в середині березня. Під час свого перебування у «Баварії», Донован виступав в 5 товариських матчах, в яких він забив чотири голи, п'ять матчів у чемпіонаті і 1 у Кубку Німеччини. Наприкінці терміну, «Баварія» відмовилася продовжити договір.
Після сезону 2009 у MLS, Донован поступив до англійській Прем'єр-ліги у складі «Евертон» на правах запозичення у січні 2010 року. Протягом цього періоду він зіграв в 13 іграх у всіх турнірах, забив два голи, і був названий найкращим гравцем клубу місяця за його виступ в січні. «Евертон» був зацікавлений у продовженні терміну угоди, але «Галактика» відмовилася і Донован повернувся в США до моменту початку сезону 2010 MLS. Завдяки виступу у «Евертон» він заслужив місце в команді All-Over There складеної SoccerOverThere.com, оцінивши його продуктивність, як одного з найкращих 11 американців в Євразії.
На початку 2012 року Донован на кілька місяців відправився в оренду до «Евертона», після чого повернувся в «Гелексі», де і закінчив кар'єру по завершенні сезону 2014 року.

### Відновлення кар'єри і повернення в «Гелаксі»
8 вересня 2016 року «Лос-Анджелес Гелексі» оголосив, що Донован відновив кар'єру і дограє за команду частину сезону (шість матчів регулярного чемпіонату і наступні потенційні матчі плей-оф).

Донован пояснив, що на його рішення повернутися вплинула ситуація з травмами в «Гелаксі»: 
«Два тижні тому я працював коментатором-аналітиком матчу „Лос-Анджелес Гелаксі“ — „Ванкувер Вайткепс“ і під час гри три основних гравці отримали травми: Єллі Ван Дамм, Стівен Джеррард і Г'ясі Зардес. Через кілька днів Найджел де Йонг перейшов в „Галатасарай“ і стало відомо, що Зардес пропустить кінцівку сезону через травми. З моменту завершення моєї кар'єри я підтримую близький контакт з керівництвом та гравцями „Гелексі“. В той тиждень я розмовляв з ними і вони жартома запитали, чи я готовий повернутися, щоб допомогти клубу. Я нагадав, що не брав участі в серйозних матчах вже майже два роки і не зміг би повністю замінити втрачених гравців. У наступні дні я серйозно задумався про їхню пропозицію і вирішив, що можливо я дійсно повинен ухвалити рішення повернутися. „Гелаксі“ мені дуже дороге і я вважаю, що зможу внести невелику лепту на шляху клубу до шостої перемоги в чемпіонаті MLS.»
11 вересня 2016 року Лендон Донован вийшов на заміну на 83 хвилині матчу проти «Орландо Сіті». Оскільки традиційний для Лендона номер 10 був закріплений в команді за Джовані дос Сантосом, Донован вибрав собі номер 26, під яким почав свою кар'єру в «Баєрі 04» в 1999 році.
Уже в другому матчі після повернення, Лендон забив гол. 18 вересня 2016 року, в матчі проти «Спортінг Канзас-Сіті», Донован вийшов на заміну на 74 хвилині і на 76 хвилині успішно пробив по воротах.
В цілому, Донован зіграв у всіх шести матчах регулярного чемпіонату сезону 2016, а також у наступних трьох матчах турніру плей-оф. У п'яти з цих матчів Лендон був гравцем стартового складу. По закінченню турніру плей-оф, Донован оголосив про завершення кар'єри вдруге.

## Кар'єра в збірній
- Перший матч: 25 жовтня 2000 а з Мексикою 2:0 (Лос-Анджелес).
- 19 липня 2003 а забив 4 голи у ворота збірної Куби (5:0).
- Є найкращим бомбардиром збірної США з футболу.

## Досягнення

### Командні
Збірна США
- Бронзовий призер Панамериканських ігор: 1999
- Срібний призер Кубка конфедерацій: 2009
- Володар Золотого кубка КОНКАКАФ (4): 2002, 2005, 2007, 2013
- Срібний призер Золотого кубка КОНКАКАФ: 2011
- Бронзовий призер Золотого кубка КОНКАКАФ: 2003

 «Сан-Хосе Ерсквейкс»
- Володар Кубка MLS (2): 2001, 2003

 «Лос-Анджелес Гелексі»
- Володар Кубка MLS (4): 2005, 2011, 2012, 2014
- Переможець регулярної першості MLS (2): 2010, 2011
- Володар Відкритого Кубка США: 2005
- Фіналіст Кубка MLS: 2009
- Фіналіст Відкритого кубка США: 2006

### Особисті
- Футболіст року в США (4): 2003, 2004, 2009, 2010
- Молодий футболіст року в США: 2000
- Найкращий футболіст збірної США з версії Honda (7): 2002, 2003, 2004, 2007, 2008, 2009, 2010
- Найкращий футболіст чемпіонату світу серед юнаків не старше 17 років: 1999
- Найкращий молодий гравець чемпіонату світу: 2002
- Найцінніший гравець Золотого кубка КОНКАКАФ: 2013
- Символічна збірна Золотого кубка КОНКАКАФ (4): 2002, 2003, 2005, 2013
- Найкращий бомбардир Золотого кубка КОНКАКАФ (3): 2003 (4 голи), 2005 (3 голи), 2013 (5 голів)
- Найцінніший гравець MLS: 2009
- Найцінніший гравець «Матчу всіх зірок MLS»: 2001, 2014
- Найкращий бомбардир чемпіонату MLS: 2008 (20 голів)
- Найкращий гол року в MLS: 2009
- Найцінніший гравець Кубка MLS: 2003, 2011
- Символічна збірна року MLS (7): 2003, 2008, 2009, 2010, 2011, 2012, 2014
- Входить в символічну збірну MLS всіх часів

### Рекорди
- Найкращий бомбардир в історії збірної США: 57 голів
- Рекордсмен збірної США за кількістю голів на чемпіонатах світу: 5 голів
- Найкращий бомбардир в історії MLS: 144 голи
- Найкращий розігруючий в історії MLS: 136 гольових передач

### Приз найціннішому гравцеві MLS імені Донована
15 січня 2015 року ліга MLS назвала щорічний приз найціннішому гравцеві сезону ім'ям Лендона Донована (англ. Landon Donovan MVP Award).